# Caridina
Caridina là một chi tôm atyidae có tên gọi thông dụng là tép ong. Chúng được tìm thấy khắp nơi ở các vùng nước nhiệt đới và cận nhiệt đới châu Á, Oceania và châu Phi. Chúng là loài ăn lọc và ăn xác chết. Chúng có giáp dài từ 0,9–9,8 mm (C. cantonensis) đến 1,2–7,4 mm (C. serrata).

## Các loài
Chi này gồm có các loài sau:

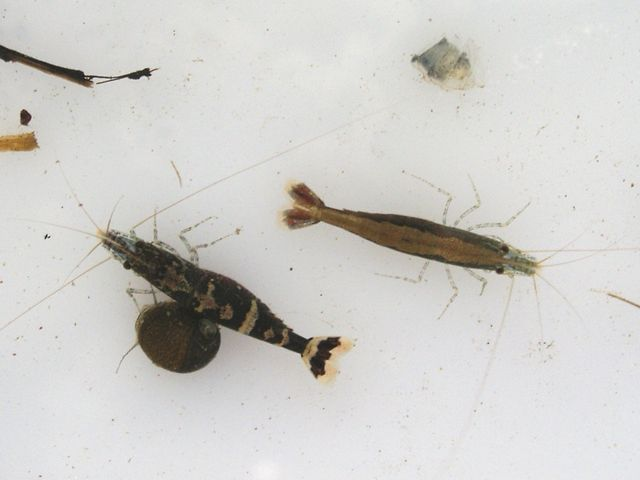
Caridina serratirostris

- Caridina ablepsia Guo, Jiang & Zhang, 1992
- Caridina acuta Liang, Chen & W.-X. Li, 2005
- Caridina acutirostris Schenkel, 1902
- Caridina africana Kingsley, 1883
- Caridina alba J. Li & S. Li, 2010
- Caridina alphonsi Bouvier, 1919
- Caridina amnicolizambezi Richard & Clark, 2009
- Caridina amoyensis Liang & Yan, 1977
- Caridina angulata Bouvier, 1905
- Caridina angustipes Guo & Liang, 2003
- Caridina anislaq Cai, Choy & Ng, 2009
- Caridina annandalei Kemp, 1918
- Caridina apodosis Cai & N. K. Ng, 1999
- Caridina appendiculata Jalihal & Shenoy, 1998
- Caridina aruensis Roux, 1911
- Caridina bakoensis Ng, 1995
- Caridina bamaensis Liang & Yan, 1983
- Caridina baojingensis Guo, He & Bai, 1992
- Caridina batuan Cai, Choy & Ng, 2009
- Caridina belazoniensis Richard & Clark, 2009
- Caridina boholensis Cai, Choy & Ng, 2009
- Caridina brachydactyla De Man, 1908
- Caridina breviata N. K. Ng & Cai, 2000
- Caridina brevicarpalis De Man, 1892
- Caridina brevispina Liang & Yan, 1986
- Caridina bruneiana Choy, 1992
- Caridina buehleri Roux, 1934
- Caridina buergersi Karge, von Rintelen & Klotz, 2010
- Caridina buhi Cai & Shokita, 2006
- Caridina bunyonyiensis Richard & Clark, 2005
- Caridina burmensis Cai & Ng, 2000
- Caridina caerulea von Rintelen & Cai, 2009
- Caridina calmani Bouvier, 1919
- Caridina camaro Cai, Choy & Ng, 2009
- Caridina cantonensis Yü, 1938
- Caridina caobangensis S.-Q. Li & Liang, 2002
- Caridina carli Roux, 1931
- Caridina cavalerieioides Liu & Liang in Liang, 2004
- Caridina caverna Liang, Chen & W.-X. Li, 2005
- Caridina cavernicola Liang & Zhou, 1993
- Caridina cebuensis Cai & Shokita, 2006
- Caridina celebensis De Man, 1892
- Caridina celestinoi Blanco, 1939
- Caridina chauhani Chopra & Tiwari, 1949
- Caridina chishuiensis Cai & Yuan, 1996
- Caridina clavipes Guo & Liang, 2003
- Caridina clinata Cai, X. Q. Nguyên & Ng, 1999
- Caridina cognata De Man, 1915
- Caridina confusa Choy & Marshall, 1997
- Caridina congoensis Richard & Clark, 2009
- Caridina cornuta Liang & Yan, 1986
- Caridina costai de Silva, 1982
- Caridina crassipes Liang, 1993
- Caridina crurispinata Gurney, 1984
- Caridina cucphuongensis Đăng, 1980
- Caridina curta Liang & Cai, 2000
- Caridina demani Roux, 1911
- Caridina demenica Cai & Li, 1997
- Caridina dennerli von Rintelen & Cai, 2009
- Caridina denticulata
- Caridina dentifrons N. K. Ng & Cai, 2000
- Caridina devaneyi Choy, 1991
- Caridina dianchiensis Liang & Yan, 1985
- Caridina disjuncta Cai & Liang, 1999
- Caridina disparidentata Liang, Yan & Wang, 1984
- Caridina ebuneus Richard & Clark, 2009
- Caridina edulis Bouvier, 1904
- Caridina elisabethae Karge, von Rintelen & Klotz, 2010
- Caridina elliptica Cai & Yuan, 1996
- Caridina elongapoda Liang & Yan, 1977
- Caridina endehensis De Man, 1892
- Caridina ensifera Schenkel, 1902
- Caridina evae Richard & Clark, 2009
- Caridina excavata Kemp, 1913
- Caridina excavatoides Johnson, 1961
- Caridina fasciata Hung, Chan & Yu, 1993
- Caridina fecunda Roux, 1911
- Caridina feixiana Cai & Liang, 1999
- Caridina fernandoi Arudpragasam & Costa, 1962
- Caridina fijiana Choy, 1983
- Caridina flavilineata Đăng, 1975
- Caridina formosae Hung, Chan & Yu, 1993
- Caridina fossarum Heller, 1862
- Caridina gabonensis Roux, 1927
- Caridina ghanensis Richard & Clark, 2009
- Caridina glaubrechti von Rintelen & Cai, 2009
- Caridina glossopoda Liang, Guo & Gao, 1993
- Caridina gordonae Richard & Clark, 2005
- Caridina gortio Cai & Anker, 2004
- Caridina gracilipes De Man, 1892
- Caridina gracilirostris De Man, 1892
- Caridina gracillima Lanchester, 1901
- Caridina grandirostris Stimpson, 1860
- Caridina guangxiensis Liang & Zhou, 1993
- Caridina gueryi Marquet, Keith & Kalfatak, 2009
- Caridina guiyangensis Liang, 2002
- Caridina gurneyi Jalihal, Shenoy & Sankolli, 1984
- Caridina hainanensis Liang & Yan, 1983
- Caridina hanshanensis Tan, 1990
- Caridina harmandi Bouvier, 1906
- Caridina hodgarti Kemp, 1913
- Caridina holthuisi von Rintelen & Cai, 2009
- Caridina hongyanensis Cai & Yuan, 1996
- Caridina hova Nobili, 1905
- Caridina huananensis Liang, 2004
- Caridina hubeiensis Liang & S.-Q. Li, 1993
- Caridina hunanensis Liang, Guo & Gao, 1993
- Caridina imitatrix Holthuis, 1970
- Caridina jalihali Mariappan & Richard, 2006
- Caridina jeani Cai, 2010
- Caridina jiangxiensis Liang & Zheng, 1985
- Caridina johnsoni Cai, Ng & Choy, 2007
- Caridina kaombeflutilis Richard & Clark, 2010
- Caridina kempi Jalihal, Shenoy & Sankolli, 1984
- Caridina kilimae Hilgendorf, 1898
- Caridina kunmingensis Z.-Z. Wang & Liang, 2001
- Caridina kunnathurensis Richard & Chandran, 1994
- Caridina laevis Heller, 1862
- Caridina lamiana Holthuis, 1965
- Caridina lanceifrons Yu, 1936
- Caridina lanceolata Woltereck, 1937
- Caridina lanzana Holthuis, 1980
- Caridina laoagensis Blanco, 1939
- Caridina leclerci Cai & Ng, 2009
- Caridina leucosticta Stimpson, 1860
- Caridina leytensis Blanco, 1939
- Caridina liangi Jiang, Guo & Zhang, 2002
- Caridina liaoi Cai, Choy & Ng, 2009
- Caridina lima Liang, Guo & Gao, 1993
- Caridina linduensis Roux, 1904
- Caridina lineorostris Richard & Clark, 2009
- Caridina lingkonae Woltereck, 1937
- Caridina lipalmaria Richard & Clark, 2010
- Caridina liui Liang & Yan, 1986
- Caridina lobocensis Cai, Choy & Ng, 2009
- Caridina loehae Woltereck, 1937
- Caridina longa Liang & Yan, 1985
- Caridina longiacuta Guo & Wang, 2005
- Caridina longicarpus Roux, 1926
- Caridina longidigita Cai & Wowor, 2007
- Caridina longifrons Cai & Ng, 2007
- Caridina longirostris H. Milne-Edwards, 1837
- Caridina lovoensis Roth-Woltereck, 1955
- Caridina lufengensis Cai & Duan, 1998
- Caridina lumilympha Richard & Clark, 2010
- Caridina macrodentata Cai & Shokita, 2006
- Caridina macrophora Kemp, 1918
- Caridina maculata L. Wang, Liang & F. Li, 2008
- Caridina mahalona Cai, Wowor & Choy, 2009
- Caridina malawensis Richard & Clark, 2009
- Caridina malayensis Cai, Ng & Choy, 2007
- Caridina masapi Woltereck, 1937
- Caridina mathiassi Silas & Jayachandran, 2010
- Caridina mauritii Bouvier, 1912
- Caridina mccullochi Roux, 1926
- Caridina medifolia Cai & Yuan, 1996
- Caridina mengae Liang, 1993
- Caridina mengaeoides Guo & Suzuki, 1996
- Caridina menghaiensis Cai & Dai, 1999
- Caridina meridionalis L. Wang, Liang & F. Li, 2008
- Caridina mertoni Roux, 1911
- Caridina mesofluminis Richard & Clark, 2009
- Caridina mindanao Cai & Shokita, 2006
- Caridina minidentata Cai & Anker, 2004
- Caridina minnanica Liang, 2002
- Caridina modiglianii Nobili, 1900
- Caridina moeri Roth-Woltereck, 1984
- Caridina mongziensis Liang, Yan & Z.-Z. Wang, 1987
- Caridina multidentata Stimpson, 1860
- Caridina nanaoensis Cai & N. K. Ng, 1999
- Caridina natalensis Bouvier, 1925
- Caridina natarajani Tiwari & R. S. Pillai, 1968
- Caridina neglecta Cai & Ng, 2007
- Caridina nguyeni S.-Q. Li & Liang, 2002
- Caridina nilotica (Roux, 1833)
- Caridina norvestica Holthuis, 1965
- Caridina novaecaledoniae Roux, 1926
- Caridina nudirostris Choy, 1984
- Caridina okiamnis Richard & Clark, 2009
- Caridina okinawa Cai & Shokita, 2006
- Caridina oligospina Liang, Guo & Tang, 1999
- Caridina opaensis Roux, 1904
- Caridina palawanensis Cai & Shokita, 2006
- Caridina panikkari Jalihal, Shenoy & Sankolli, 1984
- Caridina papuana Nobili, 1905
- Caridina paracornuta Cai & Yuan, 1996
- Caridina pareparensis De Man, 1892
- Caridina parvidentata Roux, 1904
- Caridina parvirostris De Man, 1892
- Caridina parvocula Gurney, 1984
- Caridina parvula von Rintelen & Cai, 2009
- Caridina paucidentata Wang & Liang, 2005
- Caridina paucidentata L.-Q. Wang & Liang, 2005
- Caridina pedicultrata Guo & Choy, 1994
- Caridina peninsularis Kemp, 1918
- Caridina petiti Roux, 1929
- Caridina pingi Yü, 1938
- Caridina pingioides Yü, 1938
- Caridina plicata Liang, 2004
- Caridina prashadi Tiwari & R. S. Pillai, 1971
- Caridina pristis Roux, 1931
- Caridina profundicola von Rintelen & Cai, 2009
- Caridina propinqua De Man, 1908
- Caridina pseudodenticulata Hung, Chan & Yu, 1993
- Caridina pseudonilotica Richard & Clark, 2005
- Caridina pseudoserrata Đăng & Đỗ, 2007
- Caridina qingyuanensis Guo & He, 2007
- Caridina rajadhari Bouvier, 1918
- Caridina rangoona Cai & Ng, 2000
- Caridina rapaensis Edmondson, 1935
- Caridina richtersi Thallwitz, 1892
- Caridina roubaudi Bouvier, 1925
- Caridina rouxi De Man, 1915
- Caridina rubella Fujino & Shokita, 1975
- Caridina rubropunctata Đăng & Đỗ, 2007
- Caridina samar Cai & Anker, 2004
- Caridina sarasinorum Schenkel, 1902
- Caridina schenkeli von Rintelen & Cai, 2009
- Caridina semiblepsia Guo, Choy & Gui, 1996
- Caridina serrata Stimpson, 1860
- Caridina serratirostris De Man, 1892
- Caridina shenoyi Jalihal & Sankolli in Jalihal, Shenoy & Sankolli, 1984
- Caridina shilinica Liang & Cai, 2000
- Caridina similis Bouvier, 1904
- Caridina simoni Bouvier, 1904
- Caridina sodenensis Richard & Clark, 2009
- Caridina solearipes Guo & De Grave, 1997
- Caridina songtaoensis Liang, 2004
- Caridina spathulirostris Richters, 1880
- Caridina spelunca Choy, 1996
- Caridina sphyrapoda Liang & Zhou, 1993
- Caridina spinalifrons Guo & De Grave, 1997
- Caridina spinata Woltereck, 1937
- Caridina spinipoda Liang, Hong & Yang, 1990
- Caridina spinosipes Liang, Guo & Tang, 1999
- Caridina spinula Choy & Marshall, 1997
- Caridina spongicola Zitzler & Cai, 2006
- Caridina steineri Cai, 2005
- Caridina striata von Rintelen & Cai, 2009
- Caridina subventralis Richard & Clark, 2005
- Caridina sulawesi Cai & Ng, 2009
- Caridina sumatianica Cai & Yuan, 1996
- Caridina sumatrensis De Man, 1892
- Caridina sundanella Holthuis, 1978
- Caridina susuruflabra Richard & Clark, 2009
- Caridina temasek Choy & Ng, 1991
- Caridina tenuirostris Woltereck, 1937
- Caridina thambipillai Johnson, 1961
- Caridina thermophila Riek, 1953
- Caridina thomasi von Rintelen, Karge & Klotz, 2008
- Caridina timorensis De Man, 1893
- Caridina togoensis Hilgendorf, 1893
- Caridina tonkinensis Bouvier, 1919
- Caridina trifasciata Yam & Cai, 2003
- Caridina troglodytes Holthuis, 1978
- Caridina troglophila Holthuis, 1965
- Caridina tumida L. Wang, Liang & F. Li, 2008
- Caridina typus H. Milne-Edwards, 1837
- Caridina uminensis Đăng & Đỗ, 2007
- Caridina umtatensis Richard & Clark, 2009
- Caridina unca Gurney, 1984
- Caridina valencia Cai, Choy & Ng, 2009
- Caridina venusta L. Wang, Liang & F. Li, 2008
- Caridina vietriensis Đăng & Đỗ, 2007
- Caridina villadolidi Blanco, 1939
- Caridina vitiensis Borradaile, 1899
- Caridina weberi De Man, 1892
- Caridina williamsi Cai & Ng, 2000
- Caridina woltereckae Cai, Wowor & Choy, 2009
- Caridina wumingensis Cai & N. K. Ng, 1999
- Caridina wyckii (Hickson, 1888)
- Caridina xiangnanensis X.-Y. Liu, Guo & Yu, 2006
- Caridina xiphias Bouvier, 1925
- Caridina yilong Cai & Liang, 1999
- Caridina yulinica Cai & N. K. Ng, 1999
- Caridina yunnanensis Yü, 1938
- Caridina zebra Short, 1993
- Caridina zeylanica Arudpragasam & Costa, 1962
- Caridina zhejiangensis Liang & Zheng, 1985
- Caridina zhongshanica Liang, 2004